# Acción Comenius

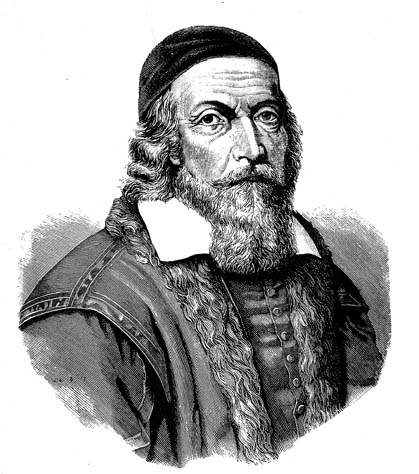
Johan Amos Comenius (1592-1671) Fuente: Ago. Schorn y Herm. Reinecke, Historia de la pedagogía (1895)

La acción Comenius es un tipo de ayudantía lingüística, que se encuentra dentro del programa Sócrates, dependiente de la Unión Europea. Su duración oscila entre los 3 y los 8 meses y consiste en la realización de prácticas docentes en centros no universitarios de países europeos.
De este modo, el futuro docente adquiere una experiencia única, ya que entra en contacto con la cultura y la lengua que va a enseñar in situ. Por otro lado, el centro al que acude este ayudante lingüístico también adquiere beneficios, ya que este proporciona una visión cultural y lingüística de su propio país mucho más motivadora al alumnado del centro.
Al ayudante lingüístico se le asigna un tutor, que debe encontrarse con aquel durante toda la sesión.
Para tener opción a la beca se debe ser futuro profesor que pretenda dar clases de una lengua extranjera y no haber disfrutado con anterioridad de una beca que se encuentre dentro del programa Socrátes.